# Cop Land
Cop Land è un film del 1997 scritto e diretto da James Mangold.

## Trama
Nella città di Garrison, nel New Jersey, risiede una grande quantità di poliziotti del dipartimento di New York.
Lo sceriffo locale Freddy Heflin, parzialmente sordo da un orecchio dopo un atto eroico di cui si rese protagonista in età adolescenziale per salvare una ragazza, pensa di vivere in una città tranquilla, finché il tenente Moe Tilden della disciplinare non gli fa aprire gli occhi: Garrison è corrotta dalla base, infatti il tenente di polizia Ray Donlan esercita traffici loschi di stupefacenti con il boss mafioso locale.
Lo sceriffo, trattato senza rispetto dai poliziotti che vivono in città, cerca di risolvere il tutto, anche se non è convinto di collaborare con Tilden perché stima Donlan da tempo: intanto lui e Liz Randone, la donna che da ragazzo salvò dall'annegamento, si dichiarano i loro sentimenti anche se lei è sposata con Joey Randone, uno dei poliziotti corrotti della cittadina.
Una notte Murray Babitch, nipote di Ray Donlan, sta guidando lungo il ponte George Washington quando la sua auto viene speronata da quella di una coppia di giovani afroamericani che lo provocano. I passeggeri gli puntano ciò che a Babitch sembra un'arma giusto prima che la ruota dell'auto di Babitch scoppi casualmente per un pezzo di vetro in mezzo alla strada. Credendo di essere stato colpito, Babitch "risponde" al fuoco e li uccide entrambi.
Disperato per la sua vita e la sua carriera, Babitch si fa convincere da Donlan a realizzare un finto suicidio con l'aiuto di altri poliziotti per poi in seguito potersi nascondere a Garrison in attesa di una nuova identità da usare. Donlan finge che il nipote salti giù dal ponte, e anche se all'inizio il piano sembra andare bene, Donlan decide in seguito che il ragazzo debba essere ucciso per davvero per evitare che testimoni, ma Babitch riesce a scappare. Heflin vuole scortare Babitch a New York ma Lagonda, Donlan e Rucker gli tendono una trappola. Heflin uccide Rucker e Lagonda. Leo Crasky spara ad Heflin, ma questi viene salvato dall'arrivo di Figgsy, che uccide Crasky e distrae Ray così che Heflin possa raggiungerlo ed ucciderlo. Figgsy e Heflin scortano Babitch a New York e lo consegnano al tenente Tilden.

## Produzione
Sylvester Stallone ingrassò trenta kg per la parte.

## Accoglienza

### Incassi
Il film fu un successo al botteghino, incassando quasi 45 milioni di dollari contro un budget di 15 milioni di dollari.

### Critica
Il film è stato anche accolto positivamente dalla critica, la quale ha lodato in particolare l'interpretazione di Sylvester Stallone.

## Distribuzione
Cop Land negli Stati Uniti è uscito il 15 agosto 1997, invece in Italia è arrivato nelle sale il 24 ottobre 1997.

## Riconoscimenti
- 1997 - Festival del cinema di Stoccolma
  - Miglior attore a Sylvester Stallone